# Ochtyńska Jaskinia Aragonitowa

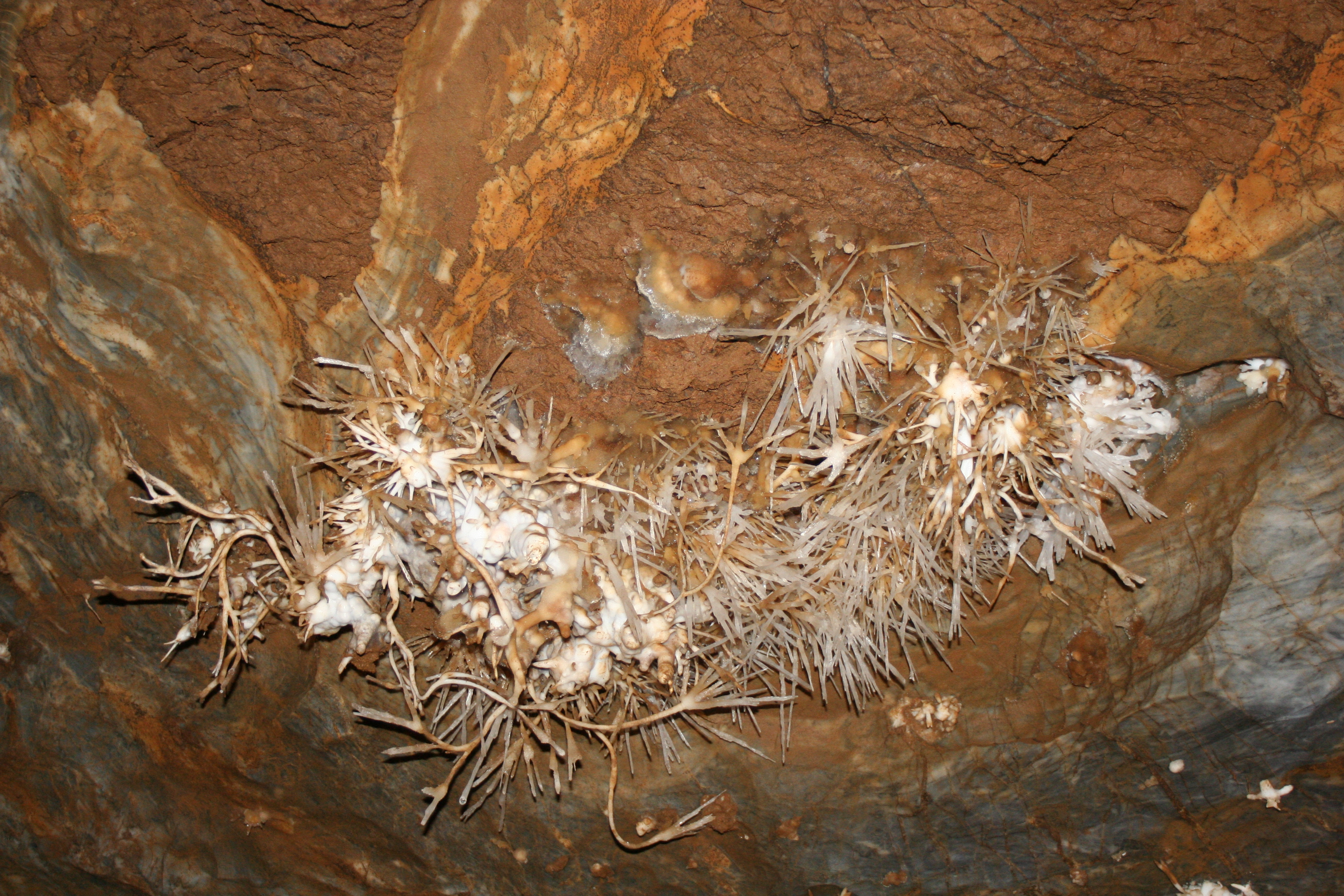
Formacje białego aragonitu w Jaskini Ochtińskiej

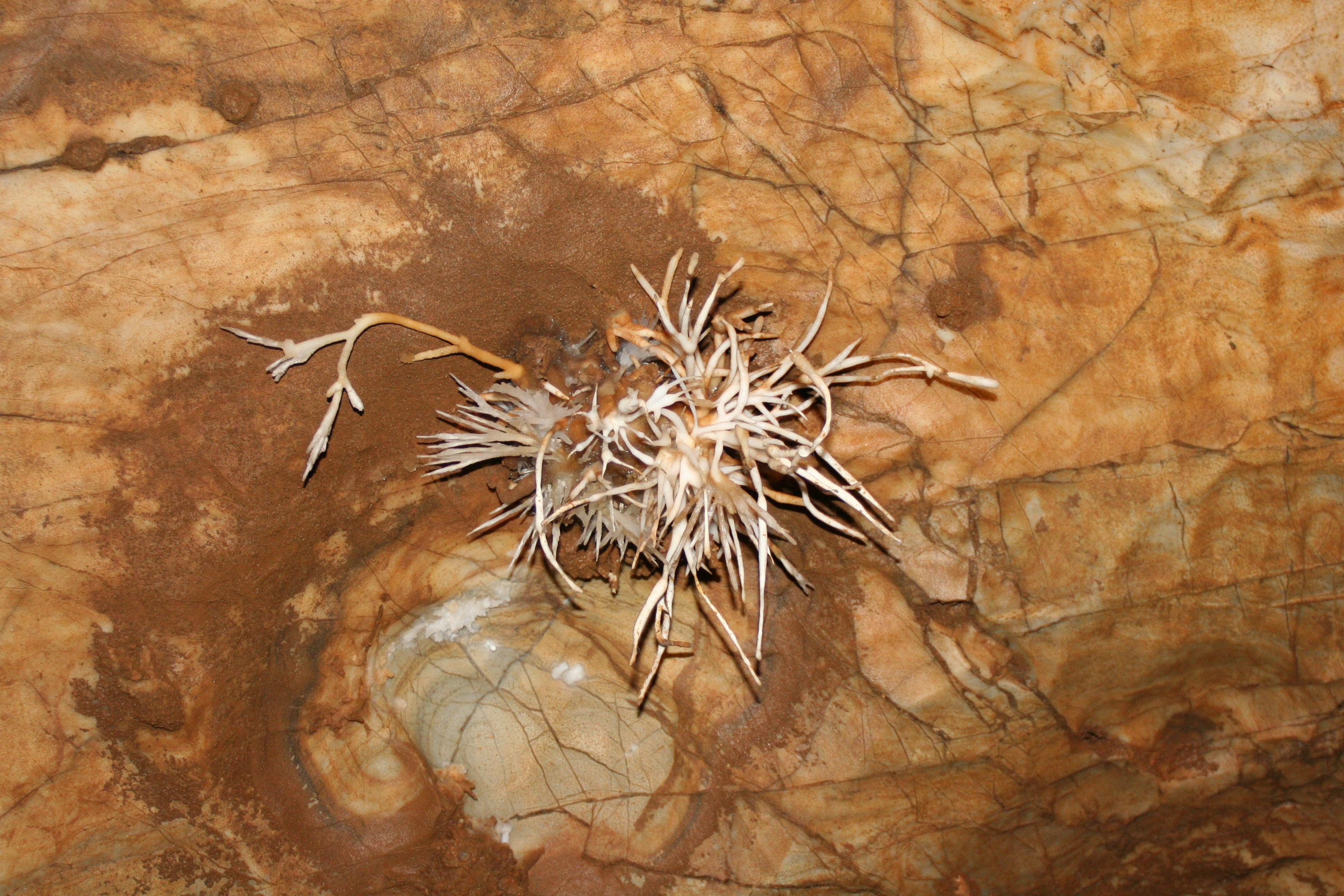
Aragonitowy heliktyt w Jaskini Ochtyńskiej

Ochtyńska Jaskinia Aragonitowa (słow. Ochtinská aragonitová jaskyňa) – jaskinia z formacjami aragonitowymi na południowych stokach Rudaw Słowackich, na Słowacji. Znajduje się na Liście Światowego Dziedzictwa UNESCO.

## Położenie
Jaskinia leży 26 km na zachód od Rożniawy, w północnym stoku góry Hrádok (809 m) zaliczanej przez geografów słowackich do Pogórza Rewuckiego (Revúcka vrchovina). Wejście do jaskini znajduje się na wysokości 667 m. Można do niego dojechać samochodem (od leśniczówki Hrádok droga gruntowa i wyboista) lub dojść pieszo z miejscowości Ochtiná

## Geologia, morfologia
Masyw Hrádku zbudowany jest z serii zlepieńców, piaskowców i fyllitów, zaliczanej przez większość geologów do starszego paleozoiku (kambru-syluru). Sam szczyt Hrádok i jego południowe stoki budują podobne utwory, należące jednak do karbonu. Wśród serii starszego paleozoiku występują soczewki krystalicznych wapieni, zmienionych miejscami w ankeryt lub syderyt na skutek procesów metasomatozy. Tego rodzaju ubogie rudy żelaza poszukiwane były w tamtym terenie systemem sztolni.
Jaskinia powstała w soczewce krystalicznych wapieni, wytworzonej w otaczających ją zlepieńcach wieku karbońskiego. Długość jej korytarzy wynosi ok. 300 m. Brak tu wielkich stalaktytów, stalagmitów, draperii czy polew, pokrywających nieraz znaczne połacie ścian jaskiń. Wystrój wnętrza jaskini stanowią głównie liczne drobne formy śnieżnobiałego aragonitu (źdźbła, igły, krzaczki grociki), kontrastujące z szaroniebieską barwą skały wapiennej. Nacieki te wzrastają w rozmaitych kierunkach, niezależnie od siły grawitacji - takiego rodzaju ekscentryczne formy nacieków noszą nazwę heliktytów, a ich rozgałęzione formy - antodytów. Na ścianach jaskini widoczne są liczne kotły eworsyjne, świadczące o rozmywaniu skały wapiennej przez wodę, pozostającą pod ciśnieniem hydrostatycznym. Tego rodzaju wystrój jaskini jest rzadkością w skali światowej. Główną atrakcją jest Grota Drogi Mlecznej, której sklepienie przecina wstęga licznych, gęsto ułożonych różyczek, źdźbeł i gałązek aragonitu.
Warunki klimatyczne wewnątrz jaskini są stabilne, chociaż wyróżniają się w niej wyraźnie dwie strefy: wejściowa, chłodniejsza i bardziej wilgotna (narażona na przesiąkanie wód atmosferycznych) ze średnią temperaturą 8,1 °C i wilgotnością 99,3% oraz cieplejsza i suchsza w głębi korytarzy, ze średnią temperaturą 9,5 °C i wilgotnością 95,4%.

## Historia odkrycia i udostępnienia
Jaskinia została odkryta przypadkiem 7 grudnia 1954 r. podczas drążenia geologicznej sztolni badawczej. W kilka dni później to jedyne wejście do jaskini zostało zaopatrzone w drzwi i zamknięte, dzięki czemu jej szata naciekowa praktycznie nie została naruszona. Pierwotnie proponowano dla niej nazwę Hrádocká jaskyňa. Została udostępniona do zwiedzania w 1972 r. Sztucznie wykute wejście do jaskini ma długość 144 m; pokonuje ono za pomocą 104 schodów różnicę wysokości 19 m. Wytyczona trasa turystyczna ma 235 metrów długości, a czas zwiedzania wynosi około 40 minut.
Jaskinia jest czynna od kwietnia do października. Należy do średnio licznie odwiedzanych słowackich jaskiń spośród tych, zarządzanych przez „Zarząd Jaskiń Słowackich” (Správa slovenských jaskýň): w latach 1996–2005 odwiedzało ją rocznie średnio ok. 31,4 tys. osób, natomiast w latach 2011–2019 rocznie średnio 27,6 tys.

## Szlak turystyczny
Ochtiná – Ochtyńska Jaskinia Aragonitowa. Odległość 5,2 km, suma podejść 360 m, czas przejścia 1.35 h